# BioSystems
BioSystems ist eine wissenschaftliche Fachzeitschrift der interdisziplinären experimentellen und theoretischen Forschung, die beim Verlag Elsevier (Amsterdam) herausgegeben wird. Das Themenspektrum des Journals verbindet die Fachgebiete der Biologie, Evolutionstheorie und Informatik miteinander. Die Fachgebiete bilden eine Art Kreis, der die Grundlagen der biologischen Informationsverarbeitung, die Computersimulation komplexer biologischer Systeme, evolutionäre Modelle der Numerik, die Anwendung biologischer Prinzipien auf den Entwurf neuer Computer und den Einsatz biomolekularer Materialien umfasst. Die Zeitschrift erscheint aller ein bis zwei Monate. Der aktuelle Impact Factor (2017) beträgt 1,619 und der 5-Jahres Impact Factor 1,460. Das seit 2012 verwendete Titelbild wurde von Margit Leitner (Jena) entworfen.
Die Zeitschrift BioSystems wurde im März 1967 unter dem Titel Currents in Modern Biology von Robert G. Grenell gegründet. 1972 wurde der Titel in Currents in Modern Biology: Bio Systems geändert. Das wiederum wurde später verkürzt zu BioSystems. Unter den früheren Editoren waren Alan W. Schwartz, Sidney W. Fox, Michael Conrad, Lynn Margulis und David B. Fogel.
Aktuell besteht das Herausgebergremium aus Abir Igamberdiev (Chefredakteur) (Memorial University of Newfoundland, St. John’s), Gary B. Fogel (Natural Selection, Inc., San Diego), Koichiro Matsuno (Nagaoka University of Technology), Stefan Schuster (Friedrich-Schiller-Universität Jena) und Hidde de Jong (INRIA, Grenoble) (Redakteur für Übersichtsartikel).
In BioSystems werden Originalartikel, Short Communications und Übersichtsartikel publiziert. Alle Manuskripte werden von Experten begutachtet. Das Journal publiziert auch Artikel zu Themen, die etwas abseits der aktuellen Hauptrichtungen der Forschung liegen, um neuen Ideen zu solchen Themen ebenfalls Chancen einzuräumen.